# Bæltespænde
Et bæltespænde er et spænde, der samler et bælte, og som oftest kan regulere bæltets omkreds, så den passer til livvidden. Bæltespænder kan være enkelt udførte eller meget dekorative og evt. lavet af ædelmetaller, så de fungerer som en art smykker, også blandt mænd. Til mange militæruniformer findes bælter med symboler eller tekster på bæltepladen. 
I tidligere tiders japanske dragter fandtes ikke lommer. I stedet kunne små æsker, inro, eller tasker, sagemono, fastgøres i bæltet, holdt oppe af en snor med en udskåret knap/figur (ofte af træ eller ben), en såkaldt netsuke. Disse er i dag samleobjekter. 
Bæltespænder fremstilles ud over af metal af mangfoldige andre materialer: plastik, horn, skildpadde, jade, ben eller træ. Bæltespænder kan være overtrukket med stof eller læder. Spænderne kan være dekoreret med emalje og smykkestene.  
Bæltespænder kan fungere på adskillige måder. Almindelig er spænder med en ramme og en eller flere pinde, der stikkes gennem huller i bæltet. Spænder kan også regulere bæltets længde med forskellige systemer af bøjler, slidser eller klemmer, som bæltet går rundt om. En krog bag på spændet griber fat i en bøjle på bæltets anden ende. Det er også muligt at lade en knop bag på spændet gribe ind i huller på bæltet. Endelig kan spændet udformes som to halvdele, der på forskellig måde kan låses sammen. 
Et bæltespænde kan være suppleret med rembeslag og remendebeslag i samme stil. 
| Tøj | Spire Denne artikel om tøj, sko eller lignende er en spire som bør udbygges. Du er velkommen til at hjælpe Wikipedia ved at udvide den. |